# プロクレイア
プロクレイア（古希: Πρόκλεια, Prókleia）は、ギリシア神話の女性である。トロイアの王ラーオメドーンの娘で、ティートーノス、ラムポス、クリュティオス、ヒケターオーン、プリアモス、ヘーシオネー、アステュオケー、キラ、アイテュラ、メーデシカステー、クリュトドーラーと兄弟。アポローン神の息子キュクノスと結婚し、テネース、ヘーミテアーを生んだ。
パウサニアスによると、プロクレイアはラーオメドーンの息子クリュティオスの娘で、カレートールと兄弟。また彼女の結婚相手はポセイドーンの息子で、トローアス地方の都市コローナイを支配したキュクノスであり、テネースとヘーミテアーを生んだという。
プロクレイアの死後、キュクノスはクラガソスの娘ピロノメー（ピュロノエー）と結婚したが、この後妻がテネースに道ならぬ恋をしてしまったために、テネースは国を追われることとなった。